# Dipartimento di Languiñeo
Languiñeo è un dipartimento argentino, situato nella parte occidentale della provincia del Chubut, con capoluogo Tecka.

## Geografia fisica
Esso confina a nord con il dipartimento di Cushamen, a est con quelli di Gastre e Paso de Indios, a sud con quello di Tehuelches, e ad ovest con il dipartimento di Futaleufú e la repubblica del Cile.
Il dipartimento fa parte delle comarche della Meseta central e de Los Andes.

## Società

### Evoluzione demografica
Secondo il censimento del 2010, su un territorio di 15.339 km², la popolazione ammontava a 3.085 abitanti, con un aumento demografico del 2,3% rispetto al censimento del 2001.
Abitanti censiti

## Amministrazione
Nel 2001 il dipartimento comprendeva:
- 1 comune di seconda categoria: Tecka
- 4 comuni rurali (comunas rurales): Aldea Epulef, Carrenleufú, Colan Conhué e Paso del Sapo.